# Pontocypria
Pontocypria is een geslacht van kreeftachtigen uit de klasse van de Ostracoda (mosselkreeftjes).

## Soorten
- Pontocypria calva Maddocks, 1987
- Pontocypria coriocellae Wouters, 1991
- Pontocypria eocenica Mehes, 1936 †
- Pontocypria helenae Maddocks, 1968
- Pontocypria hendleri Maddocks, 1987
- Pontocypria humesi Maddocks, 1968
- Pontocypria meridionalis (Brady, 1880) Maddocks, 1968
- Pontocypria omaha Eagar & Read, 2004
- Pontocypria spinosa Mueller, 1894
- Pontocypria wendleri Maddocks, 1987